# Margret Rey
Margret Rey (16. Mai 1906 in Hamburg – 21. Dezember 1996) war eine deutsch-amerikanische Kinderbuchautorin, die zusammen mit ihrem Mann H. A. Rey die Kinderbuchserie des Curious George (deutsch: Coco – Der neugierige Affe) erschuf und von 1939 bis 1966 publizierte. Das Ehepaar gehört zu den erfolgreichsten und bekanntesten amerikanischen Kinderbuchautoren.

## Leben
Margarete Elisabeth Waldsteins Mutter war eine geborene Rosenfeld. Ihr Vater war der liberale Politiker Felix Waldstein. Beide waren von  ihrer Religion her Juden. Margarete wurde in Hamburg geboren und lebte dort. Margarete wurde in Deutschland als Jüdin verfolgt. Daher flüchtete sie nach Brasilien, das einzige Land, das sie aufnahm. Als Hans August Reyersbach, der sich im Ausland H.A. Rey nannte, als Handelsvertreter in Brasilien in den 1930er Jahren zu tun hatte, traf er dort Margret wieder, die er aus Hamburg kannte. Sie heirateten und siedelten nach Paris um, nur um 1940 von dort  vor den Deutschen auf abenteuerlichem Wege nach New York zu flüchten, mit dem Manuskript für die erste Curious-George-Geschichte unterm Arm.